# Svartgölen (Stjärnorps socken, Östergötland, 649469-148463)
Svartgölen är en sjö i Linköpings kommun i Östergötland och ingår i Motala ströms huvudavrinningsområde.